# Vino de serpiente
El vino de serpiente es una bebida alcohólica producida por infusión de serpientes enteras en vino chino. Se creó en China durante la dinastía Zhou, siendo considerado un remedio importante en la medicina tradicional china. Puede encontrarse en China, Vietnam y por todo el sureste asiático.
Las serpientes, preferiblemente venenosas, no suelen conservarse por su carne sino por su «esencia» y por el veneno disueltos en el licor. Sin embargo, el veneno de serpiente es desnaturalizado por el etanol, desdoblándose sus proteínas y quedando por tanto desactivado.
El mercado nocturno de la calle Huaxi (華西街夜市) en Taipéi (Taiwán) es famoso por sus platos a base de serpiente y por los productos de vino de serpiente.

## Variedades
Hay dos variedades de vino de serpiente:
- Infundido: Se mete una serpiente venenosa grande en un tarro de cristal con vino de arroz, a veces con otras más pequeñas o hierbas medicinales, dejando infundir varios meses. El vino se toma como reconstituyente en pequeñas dosis.
- Mezclado: Los fluidos corporales de la serpiente se mezclan con vino, consumiéndose inmediatamente en pequeñas dosis. El vino de sangre de serpiente se prepara cortando una serpiente por su vientre y vaciando su sangre directamente en un vaso lleno de vino chino. El vino de bilis de serpiente se hace de forma parecida, usando el contenido de la vesícula biliar.

## Historia
Las serpientes y sus tejidos han sido consideradas desde hace mucho tiempo por los seguidores de la medicina tradicional china muy valiosas para la mejora de la vitalidad y la salud. Está registrado su uso en China durante la dinastía Zhou (771 a. C.) y el uso medicinal de las serpientes fue recogido en el tratado médico Shen nong ben cao jing (神农本草经), compilado entre el 300 a. C. y el 200 d. C. El uso detallado de diversas especies de serpientes, las partes de sus cuerpos y las diferentes recetas fueron explicados extensivamente en el manual médico Bencao Gangmu (本草綱目) de Li Shizhen en la dinastía Ming.

## Valor medicinal
Se ha creído ampliamente que las serpientes poseían cualidades medicinales, y el vino es publicitado a menudo como curación para dolencias que van desde la miopía a la alopecia, así como potenciador sexual. Sin embargo, todas o gran parte de estas afirmaciones se basan únicamente en creencias tradicionales. Se hacen bebidas parecidas con gecos o caballitos de mar.
Es ilegal importar vino de serpiente en muchos países, ya que las cobras y otras serpientes empleadas en su elaboración suelen ser especies en peligro de extinción.